# Едвардс (Міссісіпі)
Едвардс (англ. Edwards) — місто (англ. town) в США, в окрузі Гіндс штату Міссісіпі. Населення — 995 осіб (2020).

## Географія
Едвардс розташований за координатами 32°19′57″ пн. ш. 90°36′20″ зх. д. / 32.33250° пн. ш. 90.60556° зх. д. (32.332612, -90.605560).  За даними Бюро перепису населення США в 2010 році місто мало площу 4,30 км², уся площа — суходіл.

## Демографія
Згідно з переписом 2010 року, у місті мешкали 1034 особи в 406 домогосподарствах у складі 266 родин. Густота населення становила 240 осіб/км².  Було 456 помешкань (106/км²).
Расовий склад населення:
| - 82,7 % — чорних або афроамериканців - 15,5 % — білих - 0,7 % — корінних американців - 0,1 % — азіатів |

До двох чи більше рас належало 0,6 %. Частка іспаномовних становила 0,9 % від усіх жителів.
За віковим діапазоном населення розподілялося таким чином: 24,2 % — особи молодші 18 років, 62,4 % — особи у віці 18—64 років, 13,4 % — особи у віці 65 років та старші. Медіана віку мешканця становила 40,3 року. На 100 осіб жіночої статі у місті припадало 91,5 чоловіків;  на 100 жінок у віці від 18 років та старших — 86,2 чоловіків також старших 18 років.
Середній дохід на одне домашнє господарство  становив 47 182 долари США (медіана — 32 460), а середній дохід на одну сім'ю — 55 869 доларів (медіана — 39 464). За межею бідності перебувало 34,9 % осіб, у тому числі 50,1 % дітей у віці до 18 років та 24,6 % осіб у віці 65 років та старших.
Цивільне працевлаштоване населення становило 428 осіб. Основні галузі зайнятості: освіта, охорона здоров'я та соціальна допомога — 18,7 %, виробництво — 17,8 %, роздрібна торгівля — 12,6 %, науковці, спеціалісти, менеджери — 10,0 %.